# Cinéma togolais

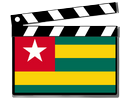
Drapeau togolais sur un clap de cinéma.

Le cinéma togolais a débuté en 1895 sous la colonisation allemande. À cette époque le Togo se dénommait encore Togoland. C'est sous la colonisation et/ou mandat de la France que le cinéma à réellement pris son envole. Ces dernières années, l'industrie cinématographique se développe à nouveau grâce aux différents dispositifs mis en place par le gouvernement et surtout au dynamisme des acteurs de cinéma.

## Historique

### Période coloniale
Le cinéaste amateur Carl Müller filme Lomé en 1906 avant de diffuser ses films en Allemagne. Un encouragement plus systématique au tournage colonial du Togoland fut fourni par Adolf Friedrich, gouverneur colonial du Togoland de 1912 à 1914.Troisième née du grand-duc Friedrich Franz II (1842-1883) et de sa troisième épouse, la princesse Marie Caroline de Schwarzburg-Rudolstadt (1850-1922).La visite de Wilhelm Solf en 1913 dans la colonie est filmée, puis diffusée en Europe. Hans Schomburgk est pourtant l’un des premiers cinéastes ayant parcouru l’Afrique (surtout méridionale) et ayant contribué à populariser les paysages, la faune et les peuples d’Afrique devant les foules européennes dans les années 1910-1930. Il visite le Togo pour la première fois en 1913 - 1914, travaillant avec le caméraman britannique James S. Hodgson et l'actrice Meg Gehrts. Bien que le déclenchement de la Première Guerre mondiale conduise à la confiscation ou à la perte de la plus grande partie de leur matériel, Schomburgk put sortir des courts métrages en 1916 - 1917. Im Deutschen Sudan (Au Soudan allemand) de Schomburgk était un long métrage documentaire de 1917, utilisé pour la propagande coloniale. La production et la distribution de films n'étaient initialement pas régulées par le droit colonial français. Cela a permis aux Africains du Togo français comme Albert John Mensah à Lomé, de transformer leurs maisons et leurs entreprises en cinémas illicites. Cette situation à conduit l'administrateur colonial français Robert Paul Marie de Guise à se plaindre. En 1932, la France met en place la régulation dénommée le décret Laval. Cette régulation instaure la censure.

### Période de l'indépendance
Les années 1970 constituent une grande période pour le cinéma togolais, selon l'administrateur culturel Komi Ati : le gouvernement post-indépendance encourage le cinéma, créant le Service du Cinéma et des Actualités Audiovisuelles (CINEATO) en 1976 pour réaliser des actualités et des documentaires. Cependant, le cinéma togolais a subi un revers en 1993, lorsque l'Organisation internationale de la Francophonie retire ses financements. Des cinémas et des sociétés de distribution ferment.

### Époque contemporaine
Le secteur du cinéma togolais semble émerger, en dépit de sa faible envergure et du poids de la colonisation.
Par exemple, Anne-Laure Folly, réalisatrice de documentaires depuis le début des années 1990, est une cinéaste togolaise qui a acquis une renommée internationale. Diplômée en droit de l'Université Paris II-Panthéon-Assas et ancienne conseillère juridique à l'UNESCO, elle a réalisé une vingtaine de documentaires à caractère socio-politique en Afrique qui ont obtenu de nombreuses distinctions. Son film Femmes aux yeux ouverts (1994) a remporté la médaille d'argent au Festival du documentaire de Monte Carlo et le Prix UNESCO. Elle a été élue au Bureau de la FEPACI (Fédération panafricaine des cinéastes) de 1997 à 2013 comme Secrétaire régional,.En 2009, Christelle Aquéréburu fonde ECRAN, une école de cinéma au Togo qui a formé plus de 100 étudiants et produit 20 films et documentaires. Le travail d'un étudiant de l'ECRAN, Essi Névamé Akpandza, a été nommé dans la catégorie Films d'école au FESPACO 2013.Un nouveau code du cinéma et de l'animation est mis en place pour dynamiser l'industrie cinématographique au Togo.
En 2018, le Ministre togolais de la Culture, Guy Madje Lorenzo, ouvre une semaine du cinéma parrainée par le gouvernement, projetant plus de soixante films et organisant une résidence d'écriture de scénario,. Parmi les nouveaux cinéastes, on compte Gilbert Bararmna et le lauréat Joël Tchédré.Cette dynamique créative s'accompagne de la mise en place progressive d'infrastructures modernes, comme l'ouverture en 2018 de la salle Canal Olympia Midè à Lomé, équipée de technologies de projection et de sonorisation numériques, témoignant de la volonté de moderniser l'écosystème cinématographique togolais.

## Personnalités notables
- Anne-Laure Folly (1954-)
- Marcelin Bossou
- Angela Aquereburu
- Gentille Assih
- Henriette Hangnanmey
- Kossa Lelly Anité